# PICMG 1.3

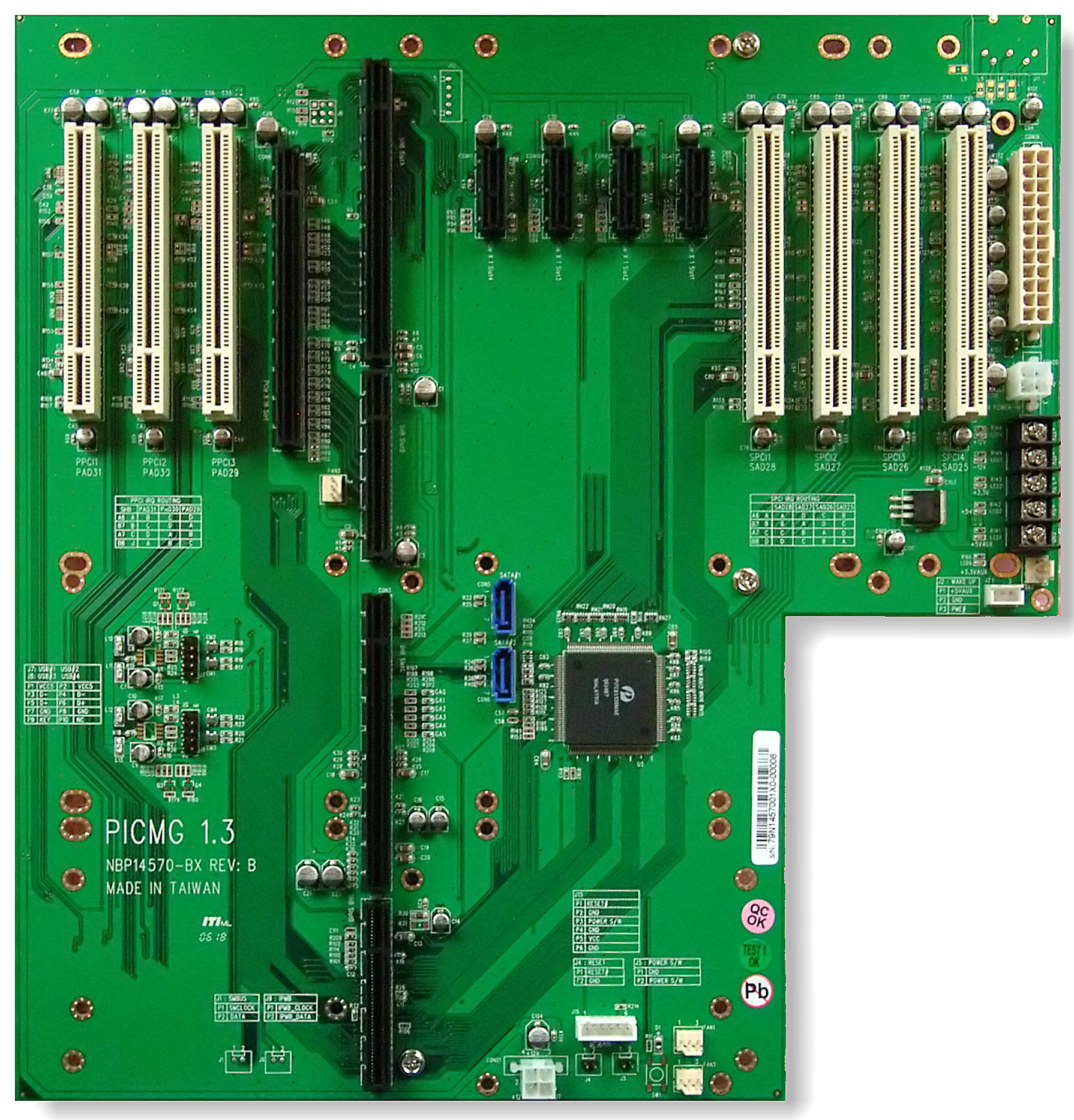
PICMG-Busplatine mit PCI- und PCIe-Steckplätzen (PICMG 1.3)

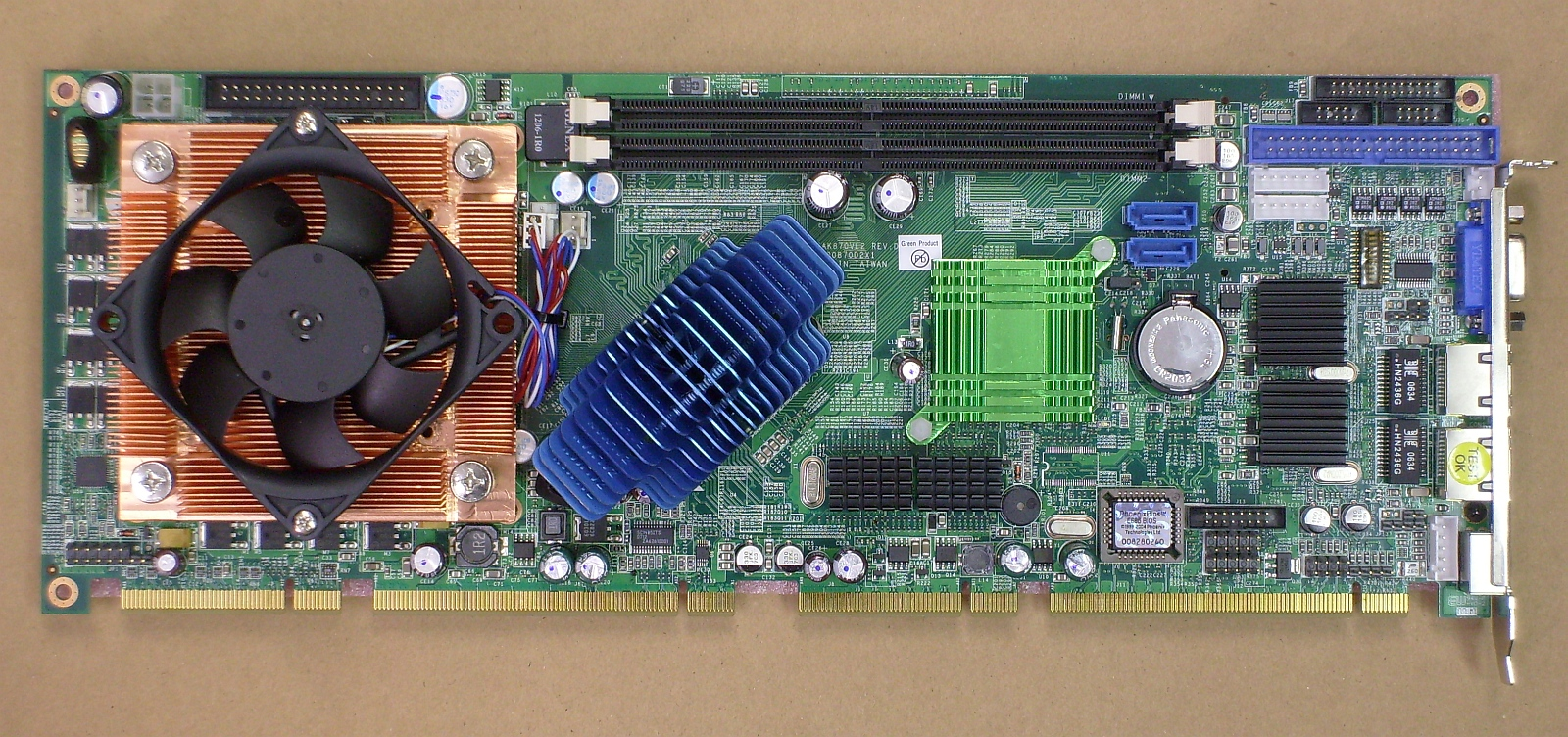
Slot-CPU für den Sockel 775 (PICMG 1.3)

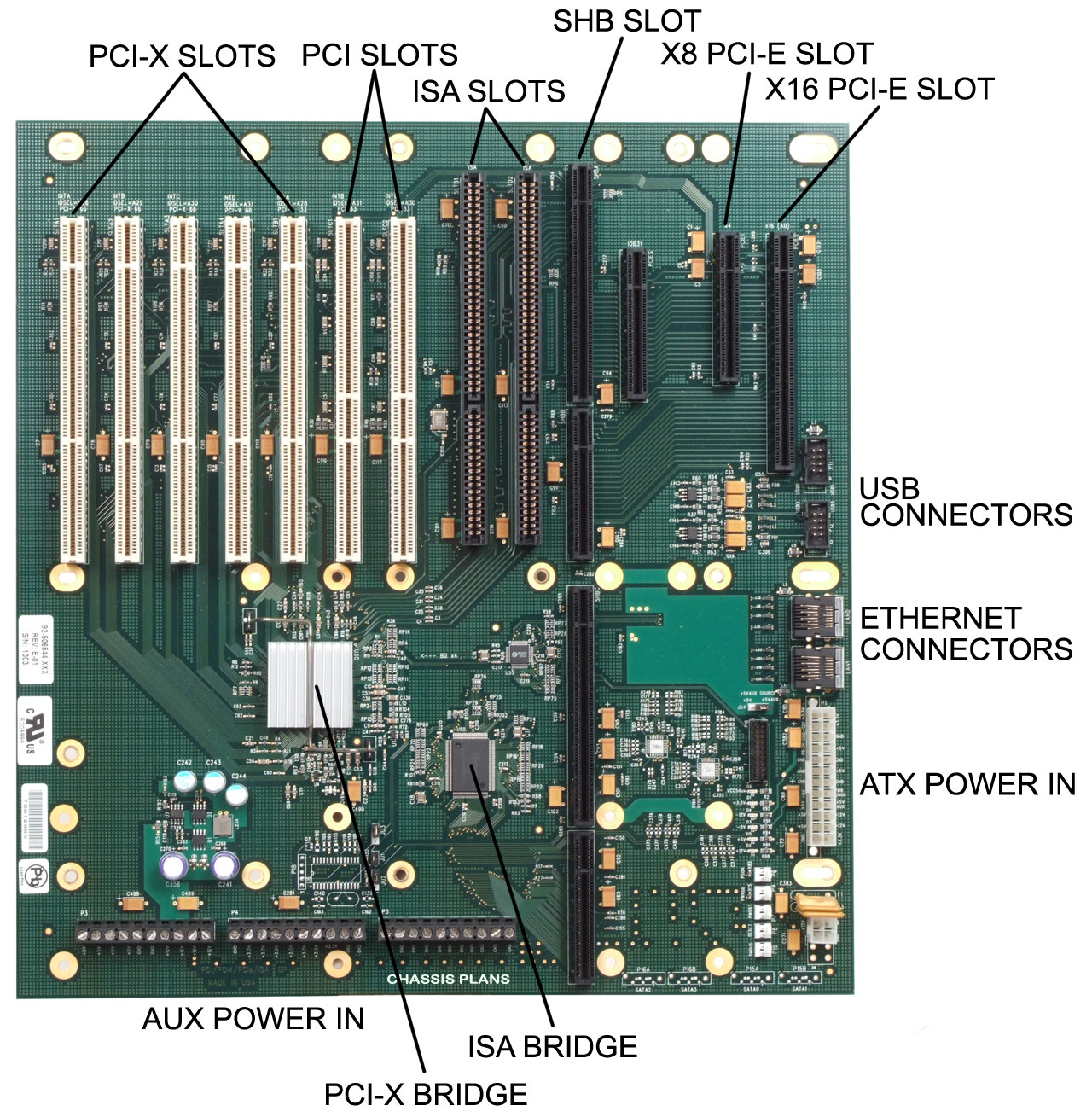
Anschlussdetails einer Backplane (PICMG 1.3)

PICMG 1.3 ist eine Spezifikation des Konsortiums PCI Industrial Computer Manufacturers Group (PICMG) und wird auch als SHB Express bezeichnet. SHB Express ist eine Weiterentwicklung des älteren PICMG-1.0-Standards für Slot-CPU-Systeme. SHB – oder System Host Board – Express, verwendet den gleichen physikalischen Formfaktor wie PICMG 1.0, das Interface vom Board zur Backplane ist allerdings PCI-Express statt PCI bzw. ISA. Optional kann auch bei SHB Express weiterhin ein PCI-Interface genutzt werden.

## PICMG-Status
Angenommen: 8/20/2005
Aktuelle Version: 1.0